# Tributylcínoxid

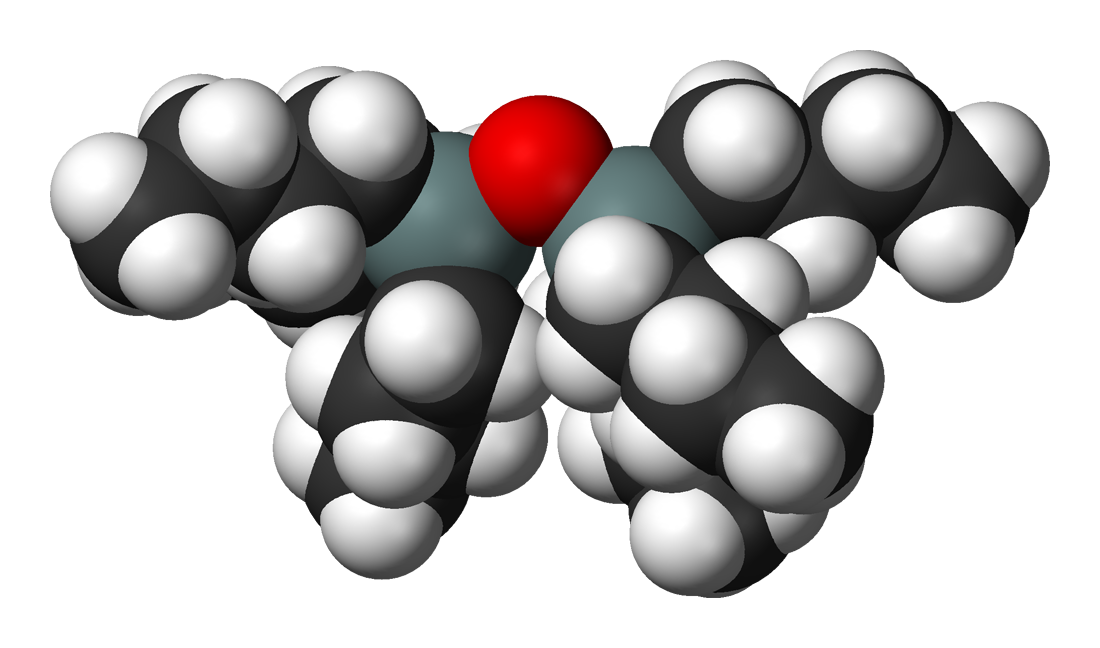
molekulová struktura

Tributylcínoxid (TBTO) nebo též bis(tri-n-butylcín)oxid je organocínová sloučenina používaná hlavně jako biocid (fungicid a moluskocid), zejména k ochraně dřeva. Chemický vzorec je C24H54OSn2. Jedná se o hořlavou bezbarvou až nažloutlou kapalinu s bodem tání -45 °C a bodem varu 180 °C. Je slabě rozpustný ve vodě (20 ppm), dobře v organických rozpouštědlech.
Prodává se pod obchodními názvy AW 75-D, Bio-Met TBTO, Biomet, Biomet 75, BTO, Butinox, C-SN-9, Hexabutyldistannoxane, Hexabutylditin a řadou dalších. V Česku se dříve vyráběl přípravek Lastanox.
Tributylcínoxid silně dráždí kůži. Tributylcínové sloučeniny se používaly na námořních lodích proti biologické degradaci materiálů. Obavy ohledně toxicity (některé zprávy popisovaly účinky na mořský život již při koncentracích 1 ng/l) vedly k celosvětovému zákazu Mezinárodní námořní organizací. Je nyní považován za významný mořský polutant.